# Tití del riu Purus
El tití del riu Purus (Cheracebus purinus) és un primat platirrí de la família dels pitècids. Antigament se'l considerava una subespècie del tití de collar (C. torquatus), però actualment la majoria de científics creuen que és una espècie distinta. Viu a una regió bastant gran del centre del Brasil (als estats de l'Amazones i Pará).